# Miko Kongstad
Miko Schiøtt Kongstad (* 19. August 1989 in Qaqortoq als Mille Schiøtt Kongstad) ist ein ehemaliger grönländischer Badmintonspieler. Er nahm als Frau an Badmintonwettbewerben teil.

## Karriere
Miko Kongstad gewann in Grönland vier Juniorentitel, bevor er 2007 erstmals bei den Erwachsenen erfolgreich war. Wie 2007 siegte er auch in den folgenden Jahren bis 2010 jeweils im Dameneinzel und im Damendoppel. 2013 beendete er seine Karriere. 2021 unterzog er sich einer geschlechtsangleichenden Operation.

## Sportliche Erfolge
| Veranstaltung                              | Disziplin   | Platz | Name                               |
| ------------------------------------------ | ----------- | ----- | ---------------------------------- |
| Grönländische Juniorenmeisterschaften 2004 | Dameneinzel | 1     | Mille Kongstad                     |
| Grönländische Juniorenmeisterschaften 2004 | Damendoppel | 1     | Mille Kongstad / Maria Lyberth     |
| Grönländische Juniorenmeisterschaften 2005 | Dameneinzel | 1     | Mille Kongstad                     |
| Grönländische Juniorenmeisterschaften 2005 | Damendoppel | 1     | Mille Kongstad / Maria Lyberth     |
| Grönländische Meisterschaft 2007           | Dameneinzel | 1     | Mille Kongstad                     |
| Grönländische Meisterschaft 2007           | Damendoppel | 1     | Mille Kongstad / Else Høegh Møller |
| Grönländische Meisterschaft 2008           | Dameneinzel | 1     | Mille Kongstad                     |
| Grönländische Meisterschaft 2008           | Damendoppel | 1     | Mille Kongstad / Aviaaja Geisler   |
| Island Games 2009                          | Dameneinzel | 2     | Mille Kongstad                     |
| Grönländische Meisterschaft 2009           | Dameneinzel | 1     | Mille Kongstad                     |
| Grönländische Meisterschaft 2009           | Damendoppel | 1     | Mille Kongstad / Aviaaja Geisler   |
| Grönländische Meisterschaft 2010           | Dameneinzel | 1     | Mille Kongstad                     |
| Grönländische Meisterschaft 2010           | Damendoppel | 1     | Mille Kongstad / Aviaaja Geisler   |
| Grönländische Meisterschaft 2013           | Dameneinzel | 1     | Mille Kongstad                     |
| Grönländische Meisterschaft 2013           | Damendoppel | 1     | Mille Kongstad / Aviaaja Geisler   |